# Bludný balvan na náměstí Svobody v Ratiboři
Bludný balvan na náměstí Svobody v Ratiboři, polsky Głaz narzutowy na placu Wolności w Raciborzu, je velký bludný balvan na náměstí Plac Wolności ve čtvrti Centrum města Ratiboř ve Slezském vojvodství v Jižním Polsku.

## Geologie a morfologie
Je to největší ze všech doposud nalezených bludných balvanů v Ratibořské kotlině a patří mezi největší bludné balvany celého Slezska. Balvan má hmotnost cca 42500 kg, objem 16,5 m3, největší délku 3 m a největší výšku 2,25 m. Kámen byl ledovcem transportován z Fennoskandinávie do Polska v době ledové. Materiálem balvanu je granit (žula) obsahující načervenalé živce.

## Další historie
Bludný balvan byl objeven v roce 1927 v pískovně ve Wojnowicích a v roce 1929 byl vykopán. V roce 1934 byl převezen do Ratiboře na své současné místo (tehdejší Polkoplatz), kde nahradil kašnu. Kolem balvanu byla postavena zídka s umístěnými deskami členů Národně socialistické německé dělnické strany a místo sloužilo také jako symbol německého nacismu. Po druhé světové válce byla zídka zlikvidována, v roce 1960 byl vyhlášen památným kamenem a v roce 2005 přírodní památkou Polska.

## Galerie

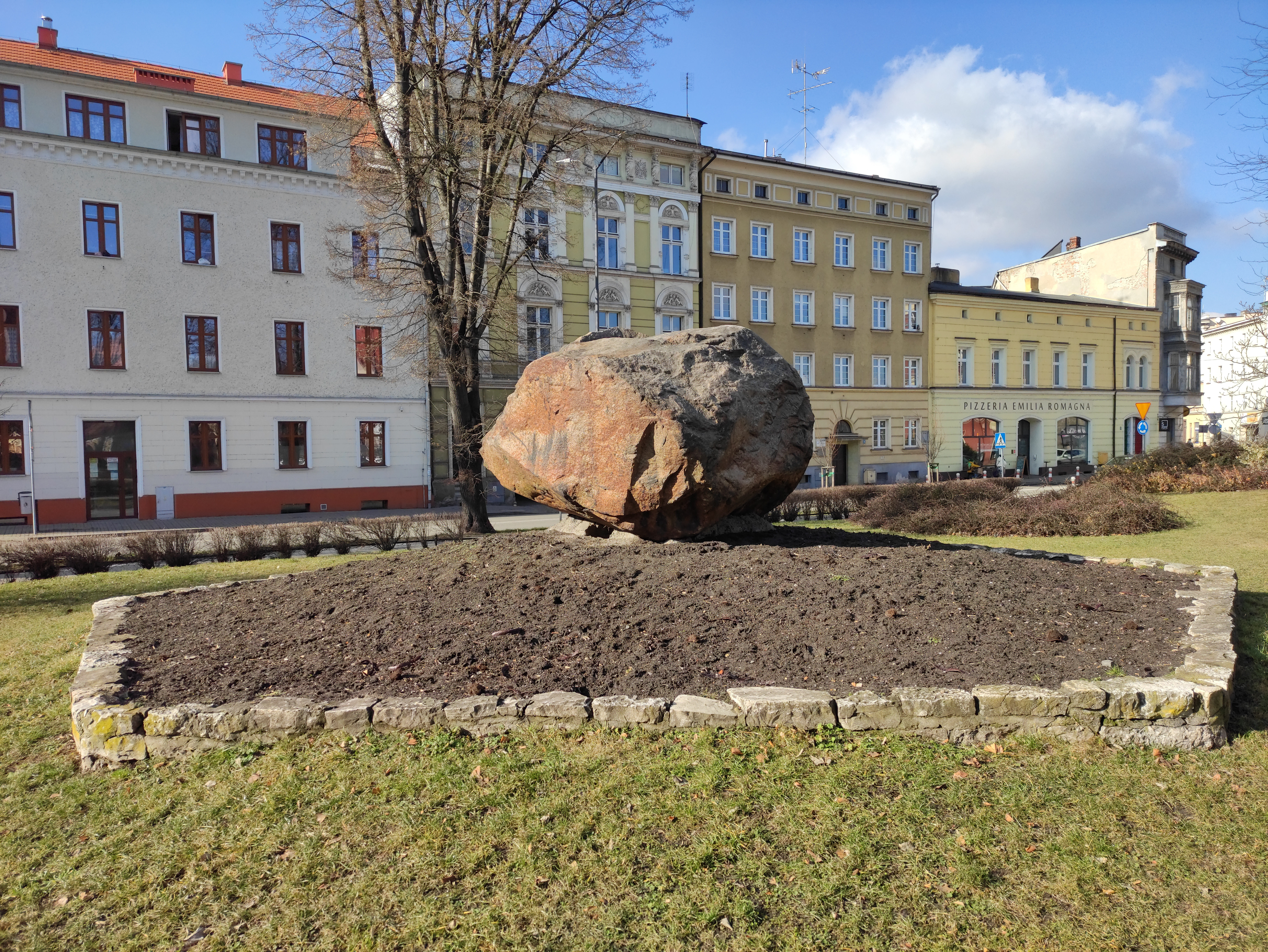
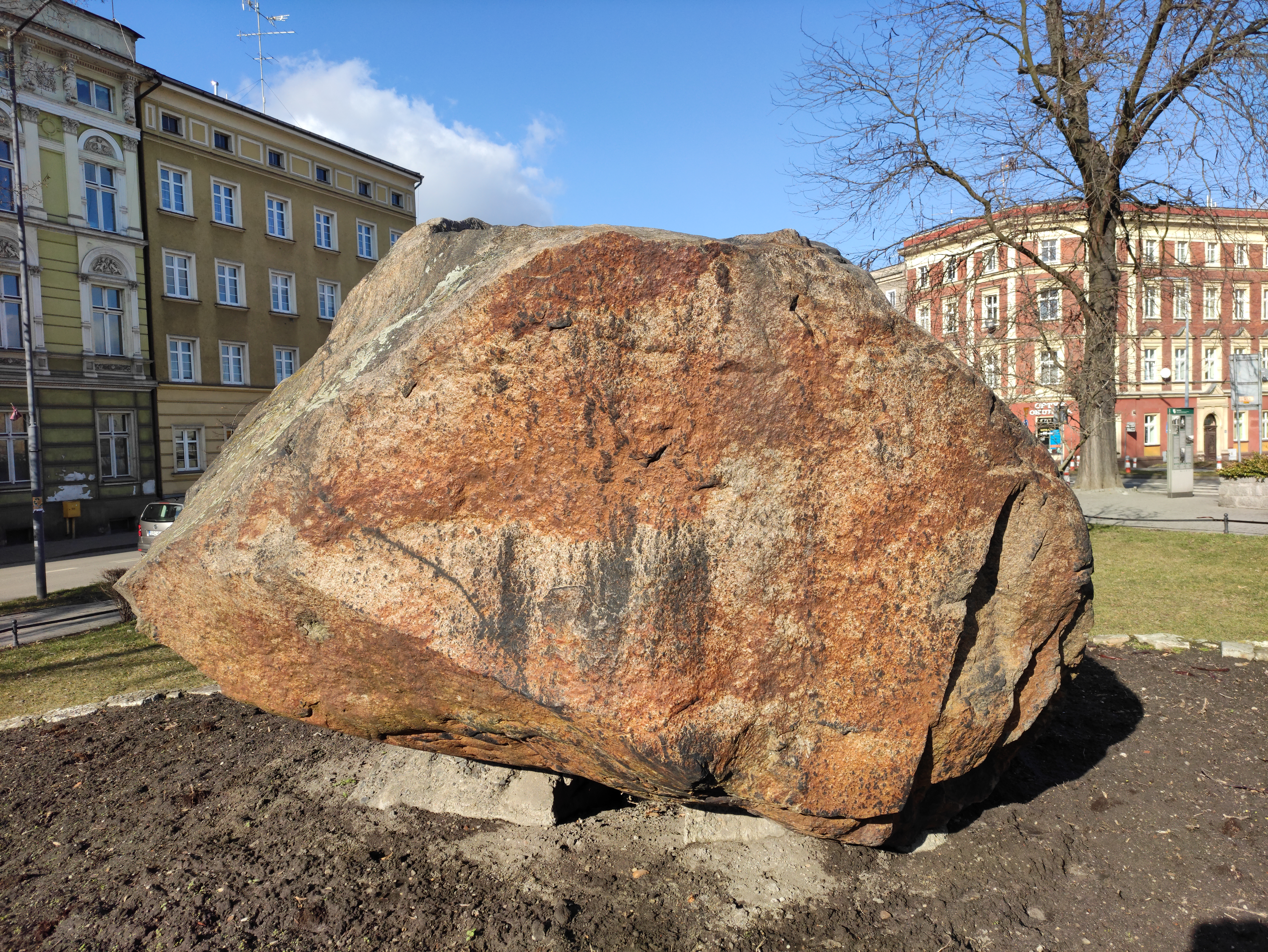
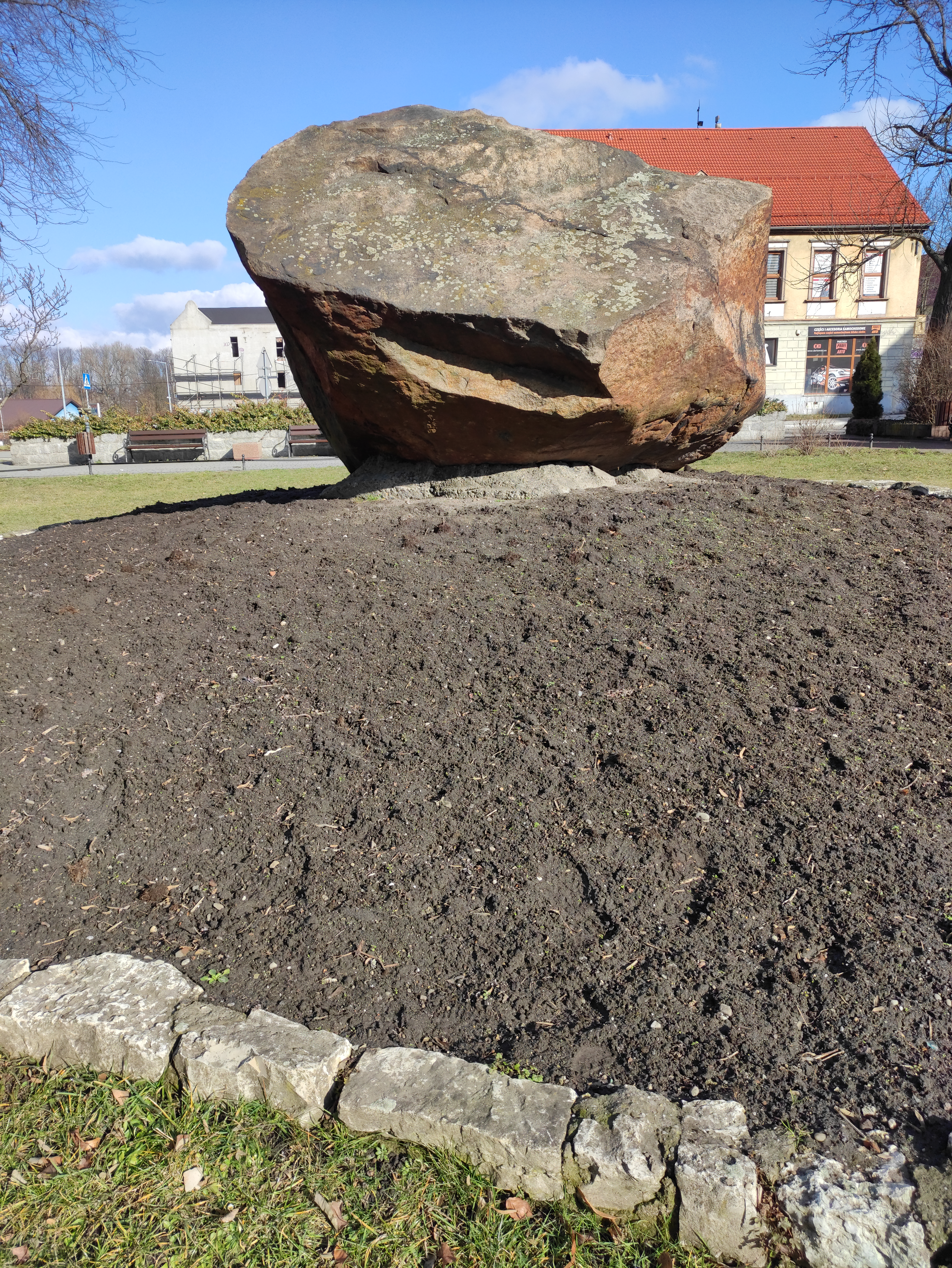
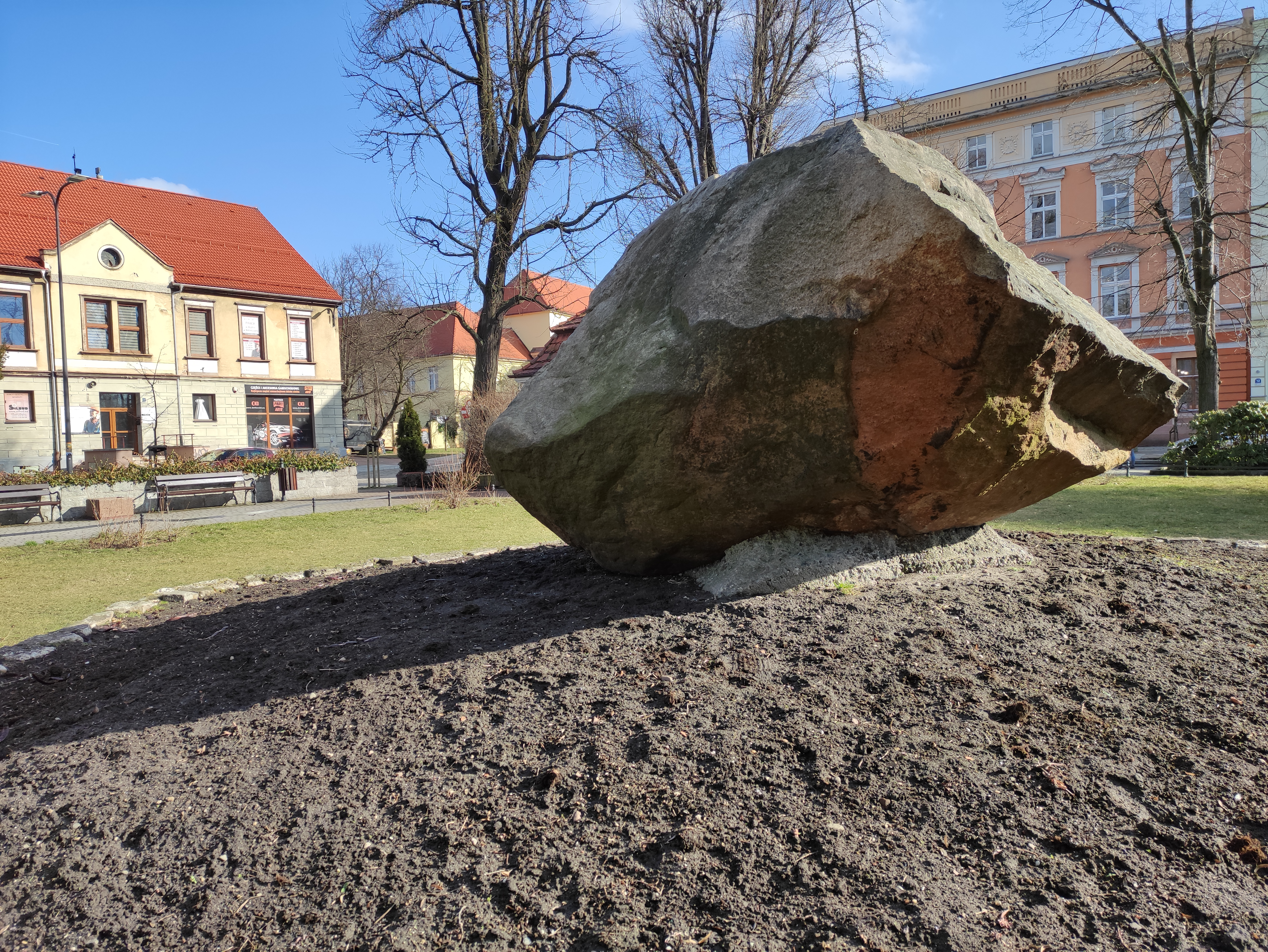

## Další informace
K místu vedou také turistické stezky.
V sousední lokalitě Skwer Bractw Strzeleckich se nachází další menší bludný balvan.